# 35-я пехотная дивизия (вермахт)
35-я пехотная дивизия (нем. 35. Infanterie-Division) — тактическое соединение (дивизия) пехоты сухопутных войск вооружённых сил нацистской Германии периода Второй мировой войны.

## История формирования
35-я пехотная дивизия была образована 1 октября 1936 в ходе первой волны мобилизации. Размещалась в Карлсруэ, подчинялась непосредственно командованию V военного округа. Мобилизована впервые была в 1939 году, через год участвовала во вторжении во Францию и Бельгию. В 1941 году участвовала во вторжении в СССР в составе группы армий «Центр», наступая из Восточной Пруссии. В ходе операции участвовала в боях под Смоленском и Вязьмой.

### Духовщинская операция

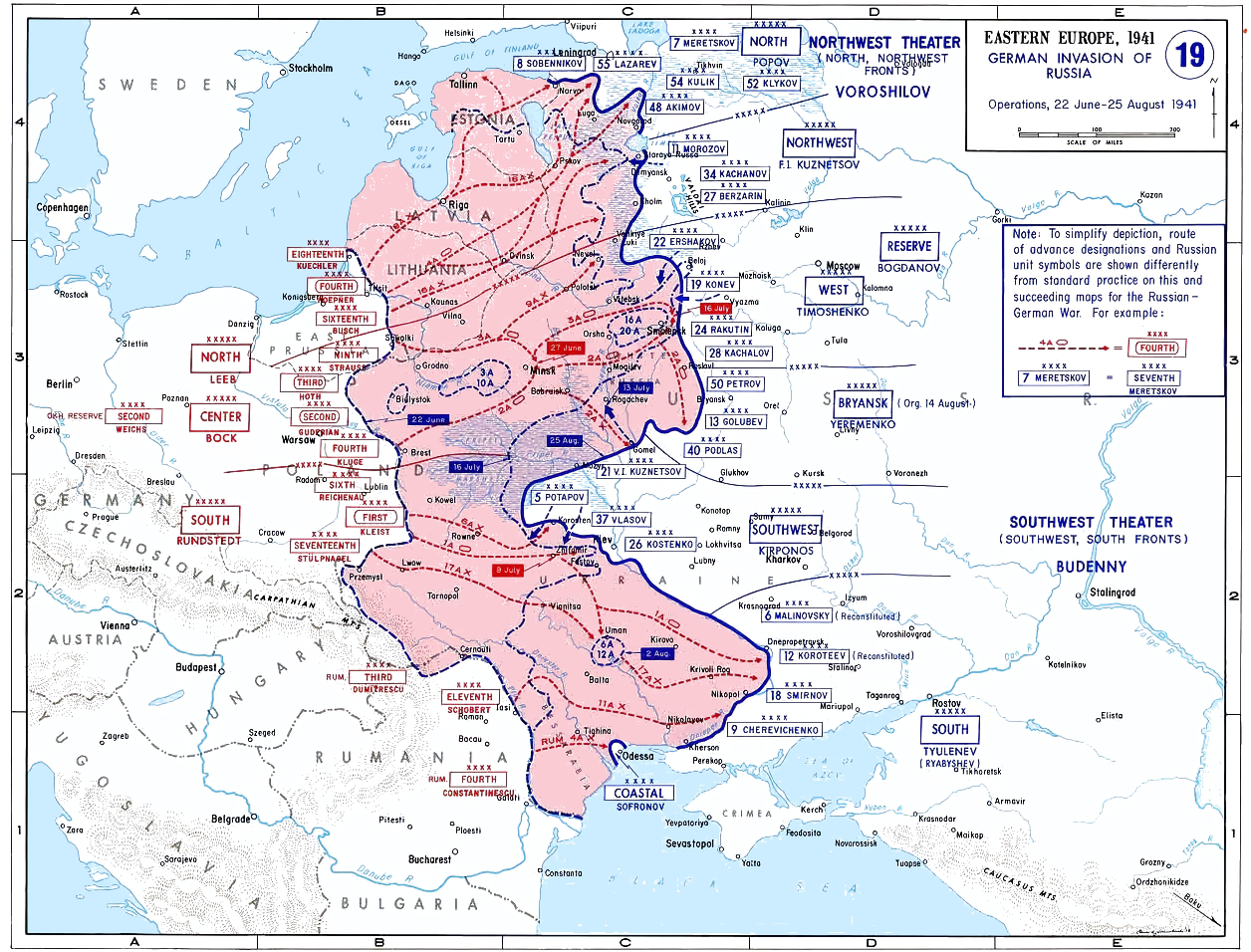
Июль-сентябрь 1941

27 августа 1941 года на позиции 4-й и 7-й роты 14-го немецкого пехотного полка 35-й пехотной дивизии атака 58 кавполка 45-й кавалерийской дивизии. Немецкие 4 и 7 рота 14 пехотного полка полностью уничтожены и частично пленены, потери 58 кавполка 10(12) убитых, 40 раненых.

### Операция «Тайфун»

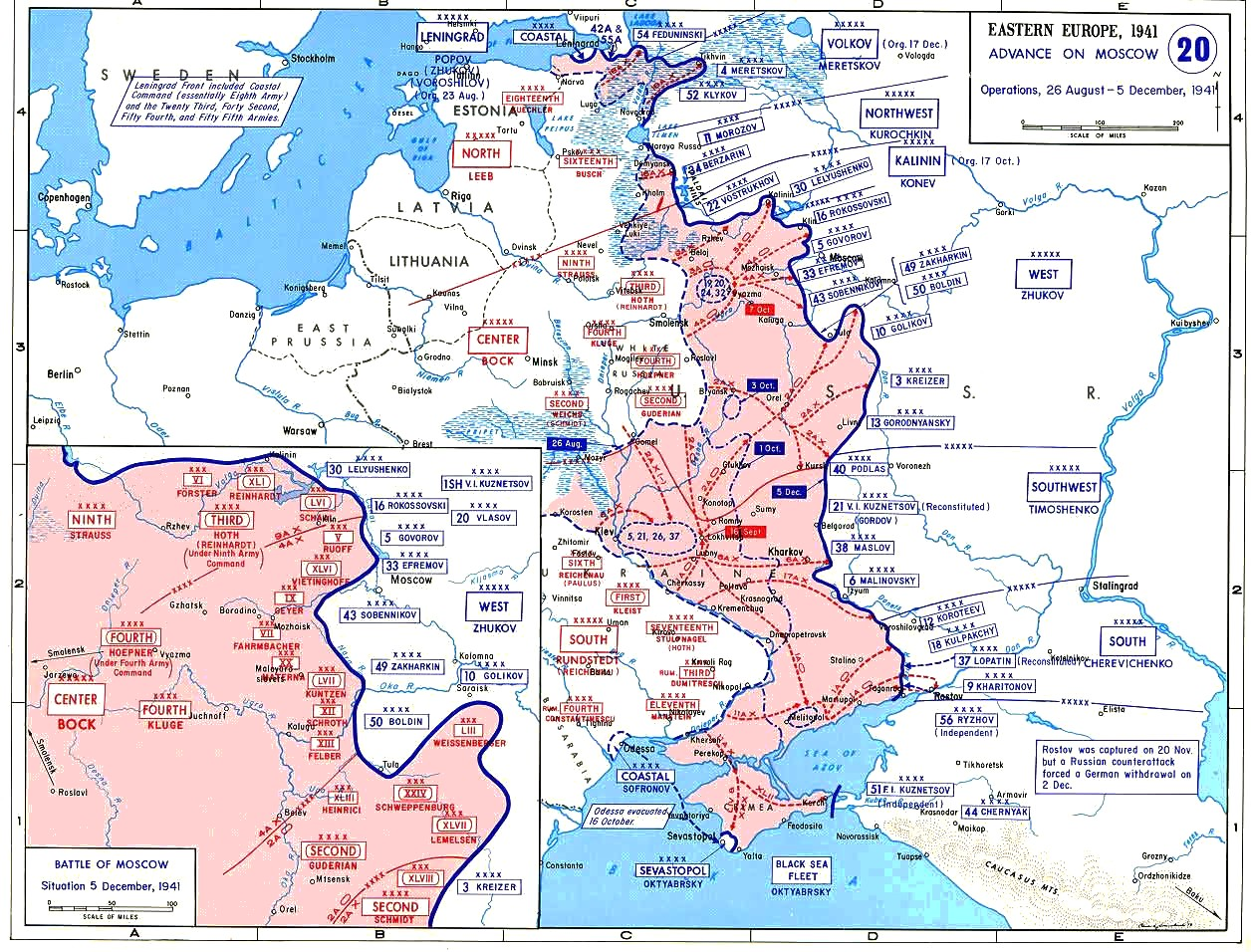
Операция «Тайфун»

В начале октября 1941 года 5-й армейский корпус в составе 35-й, 5-й и 106-й пехотных дивизий вели наступление на 244-ю стрелковую дивизию. Корпус прикрывал правый фланг наступающего на Вязьму 56-го моторизованного корпуса. Наступление значительных сил танков и пехоты корпуса сдерживала 244-я дивизия, поддержанная артиллерийскими и миномётными частями, которая стойко держалась всю первую половину дня. К 15:00 части корпуса вынудили 244-ю дивизию отойти на рубеж Гунино — Шатуны — Борники.
15 октября 1941 года 35-я пехотная дивизия совместно со 2-й, 5-й и 11-й танковыми дивизиями наступали в полосе 316-й дивизии.
Прорвав оборону 1077-го стрелкового полка 316-й стрелковой дивизии 25 октября 1941 года 35-я пехотная дивизия вышла к Зубово в пяти километрах от Волоколамска. В ноябре-декабре 1941 года прорвала оборону советской армии под Клином и прорвалась к Истринскому водохранилищу и каналу Москва-Волга. До Москвы оставалось только 22 километра, но из-за упорной обороны советских войск 35-я дивизия понесла тяжёлые потери.
В 1942 году дивизия в составе 4-й армии участвовала в обороне Ржева и Гжатска. В 1943 году участвовала в боях у тех же городов и вскоре отступила к Ельне и Могилёву. В 1944 году в ходе операции «Багратион» обороняла Бобруйск и Пинск. В конце войны отступила в Восточную Пруссию, в апреле 1945 года была отброшена к Гданьску, где и сдалась в плен советским войскам 8 мая.

## Преступления против мирных жителей
Печально была известна тем, что устроила резню в концентрационном лагере, располагавшемся в деревне Озаричи Гомельской области. В марте 1944 года 9 тысяч мирных жителей были зверски убиты солдатами вермахта за отказ сотрудничать с оккупационными властями и поддержку партизан. По словам свидетелей, мирных жителей в лагере избивали по малейшему поводу, а детям запрещалось пить воду. Командир дивизии, генерал-лейтенант Иоганн-Георг Рихерт был осуждён за это военное преступление в 1946 году и был приговорён минским судом к повешению. В Озаричах солдаты также зверски расправлялись с голодающими, инвалидами, стариками и детьми как неугодными и ненужными Германии людьми

## Командование дивизии
| Время командования                | Звание             | Имя                           |
| --------------------------------- | ------------------ | ----------------------------- |
| 12 октября 1936 — 24 ноября 1938  | Генерал-лейтенант  | Губерт Шаллер-Каллиде         |
| 24 ноября 1938 — 25 ноября 1940   | Генерал пехоты     | Ганс Вольфганд Рейнард        |
| 25 ноября 1940 — 1 декабря 1941   | Генерал пехоты     | Вальтер Фишер фон Вайкершталь |
| 1 декабря 1941 — 10 сентября 1942 | Генерал артиллерии | Рудольф Фрайхерр фон Роман    |
| 10 сентября 1942 — апрель 1943    | Генерал-лейтенант  | Людвиг Меркер                 |
| апрель 1943 — 8 июня 1943         | Генерал-лейтенант  | Отто Дрешер                   |
| 8 июня — 5 ноября 1943            | Генерал-лейтенант  | Людвиг Меркер                 |
| 5 ноября 1943 — 9 апреля 1944     | Генерал-лейтенант  | Иоганн-Георг Рихерт           |
| 9 апреля — 11 мая 1944            | Генерал-майор      | Густав Гир                    |
| 11 мая 1944 — май 1945            | Генерал-лейтенант  | Иоганн-Георг Рихерт           |
| май 1945                          | Генерал-майор      | Доктор Эрнст Майнерс          |

## Структура дивизии
|  | 1939 - 34-й пехотный полк (Infanterie-Regiment 34) - 109-й пехотный полк (Infanterie-Regiment 109) - 111-й пехотный полк (Infanterie-Regiment 111) - 35-й разведывательный батальон (Aufklärungs-Abteilung 35) - 35-й артиллерийский полк (Artillerie-Regiment 35) - 25-й батальон АИР (Beobachtungs-Abteilung 35) - 35-й сапёрный батальон (Pionier-Bataillon 35) - 35-й дивизион ПТО (Panzerabwehr-Abteilung 35) - 35-й батальон связи (Nachrichten-Abteilung 35) - 35-й резервный батальон (Feldersatz-Bataillon 35) - войска подчинявшиеся командиру снабжения 35-й пехотной дивизии (Infanterie-Divisions-Nachschubführer 35) |  | 1942 - 34-й стрелковый полк - 109-й пехотный полк - 111-й пехотный полк - 35-й велосипедный отряд (Radfahr-Abteilung 35) - 35-й артиллерийский полк - 35-й сапёрный батальон - 35-й противотанковый дивизион - 35-й отряд связистов - 35-й резервный батальон - войска подчинявшиеся командиру снабжения 35-й пехотной дивизии (Infanterie-Divisions-Nachschubführer 35) |  | 1943 - 34-й фузилёрский полк (Füsilier-Regiment 34) - 109-й пехотный полк (Grenadier-Regiment 109) - 111-й пехотный полк (Grenadier-Regiment 111) - 35-й фузилёрский батальон (Füsilier-Bataillon 35) - 35-й артиллерийский полк - 35-й сапёрный батальон - 35-й противотанковый дивизион (Panzerjäger-Abteilung 35) - 35-й отряд связистов - 35-й резервный батальон - войска подчинявшиеся командиру войск снабжения 35-й пехотной дивизии (Kommandeur der Infanterie-Divisions-Nachschubtruppen 35) |